# Elżbieta Magdalena ziębicko-oleśnicka
Elżbieta Magdalena ziębicko-oleśnicka (1599–1631) – księżna ziębicko-oleśnicka.
Córka Karola II Podiebradowicza i Elżbiety Magdaleny Piastówny, druga żona Jerzego Rudolfa legnickiego.

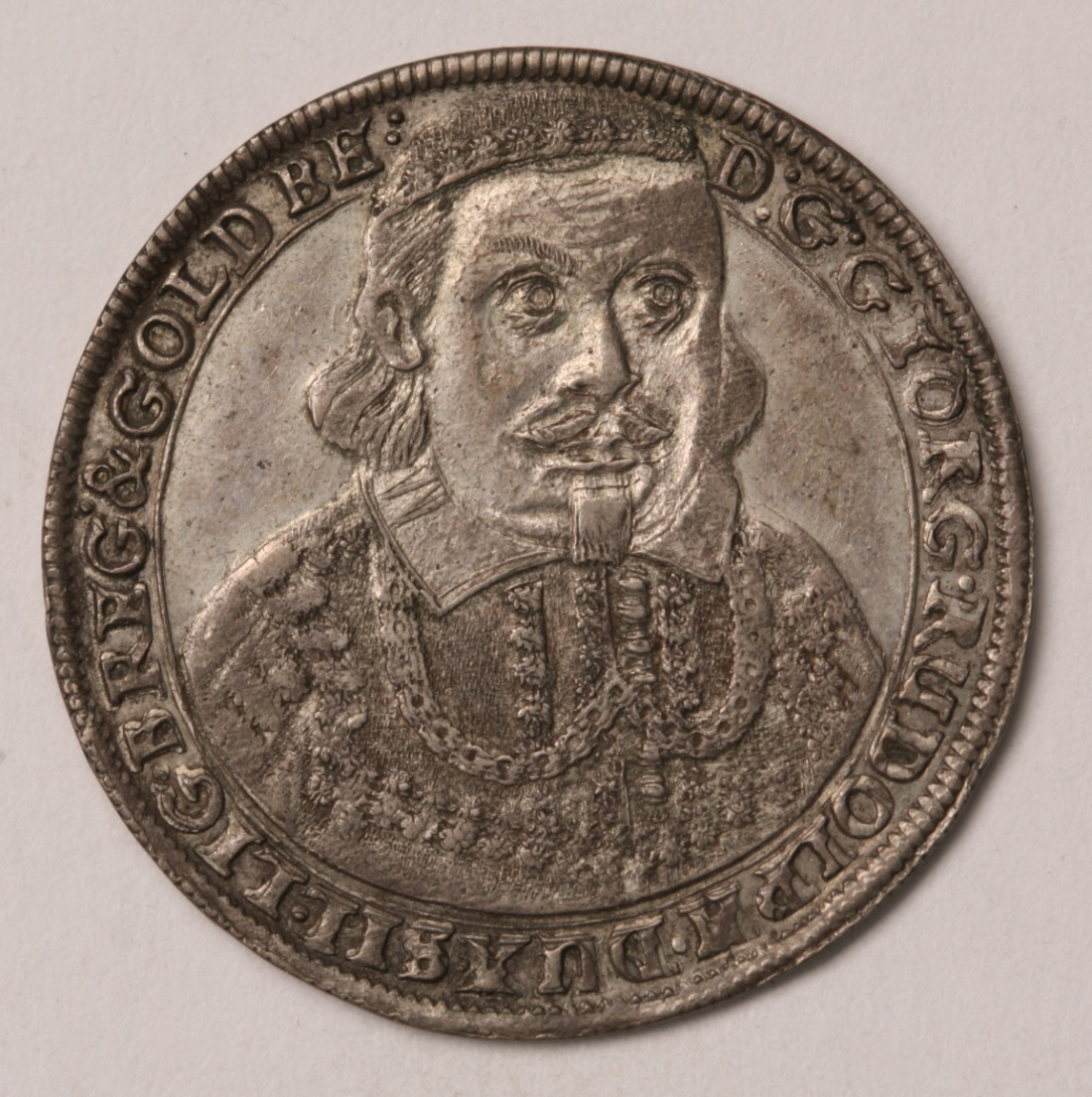
Mąż Jerzy Rudolf (1653)